# Gustavo Dudamel
Gustavo Adolfo Dudamel Ramírez (sinh ngày 26 tháng 1 năm 1981) là một nhạc trưởng và nghệ sĩ violin người Venezuela. Ông là giám đốc âm nhạc của Orquesta Sinfónica Simón Bolívar và Dàn nhạc giao hưởng Los Angeles.

## Cuộc đời và sự nghiệp

### Cuộc sống ban đầu
Dudamel được sinh tại Barquisimeto, Venezuela, con trai của một nghệ sĩ kèn trombone và một giáo viên thanh nhạc. Anh được học âm nhạc từ khi còn nhỏ, tham gia chương trình El Sistema, một chương trình giáo dục âm nhạc nổi tiếng của Venezuela, và làm quen với cây đàn violin lúc mười tuổi. Dudamel nhanh chóng bắt đầu nghiên cứu sáng tác. Anh đăng ký vào Nhạc viện Jacinto Lara, José Luis Jiménez là một trong những giáo viên dạy violin cho anh tại đây. Sau đó, anh tiếp tục làm việc với José Francisco del Castillo tại Học viện Violin Mỹ Latinh. Barrett Baker của Học viện Pace đã đặt biệt danh cho anh là "Duda".
Dudamel bắt đầu nghiên cứu chỉ huy vào năm 1995, đầu tiên với thầy Rodolfo Saglimbeni, sau đó với José Antonio Abreu. Năm 1999, anh được bổ nhiệm làm giám đốc âm nhạc của Orquesta Sinfónica Simón Bolívar, dàn nhạc trẻ quốc gia của Venezuela, và đi lưu diễn một số nước. Dadumel học lớp thạc sĩ của Charles Dutoit ở Buenos Aires vào năm 2002, và làm trợ lý cho Simon Rattle ở Berlin và Salzburg vào năm 2003.

### Sự nghiệp chỉ huy dàn nhạc
Dudamel đã giành giải trong một số cuộc thi chỉ huy dàn nhạc, bao gồm Giải thưởng Chỉ huy Gustav Mahler ở Đức năm 2004. Danh tiếng của anh bắt đầu lan rộng, thu hút sự chú ý của các nhạc trưởng kì cựu như Simon Rattle và Claudio Abbado, người đã chấp nhận lời mời cho anh chỉ huy Dàn nhạc Simón Bolívar ở Veneite. Vào tháng 4 năm 2006, Dudamel được chỉ định làm nhạc trưởng chính của Dàn nhạc Giao hưởng Gothenburg trong mùa biểu diễn 2007-2008.
Dudamel ra mắt tại La Scala, Milan, với vở Don Giovanni vào tháng 11 năm 2006. Vào ngày 10 tháng 9 năm 2007, anh lần đầu tiên chỉ huy dàn nhạc Vienna Philharmonic tại Festival Lucerne. Vào ngày 16 tháng 4 năm 2007, Dudamel đã chỉ huy dàn nhạc giao hưởng Radio Stuttgart tại Phòng hòa nhạc Paul VI của Vatican trong một buổi hòa nhạc kỷ niệm sinh nhật lần thứ 80 của Đức Giáo hoàng Benedict XVI, với Hilary Hahn làm nghệ sĩ violin độc tấu. Khán giả ngoài Đức Giáo hoàng còn có nhiều chức sắc nhà thờ khác.
Năm 2011, anh đóng vai chính trong bộ phim tài liệu "Dudamel, El Sonido de los Niños" do nhà làm phim người Venezuela Alberto Arvelo đạo diễn.
Vào năm 2013, Dudamel đã chỉ huy Dàn nhạc giao hưởng Simon Bolivar trong đám tang của Tổng thống Venezuela Hugo Chávez. Dudamel tiếp tục giữ vị trí của mình với Dàn nhạc Quốc gia Simón Bolívar. Vào tháng 4 năm 2014, Dudamel trở lại với Dàn nhạc Giao hưởng Gothenburg, với tư cách là Nhạc trưởng danh dự, chỉ huy cho các buổi hòa nhạc tại thành phố quê hương của dàn nhạc và các chuyến lưu diễn ở Pháp, Thụy Sĩ và Ý.
Trong năm 2015, Dudamel đã thực hiện cả hai khúc mở đầu và kết thúc, theo lời mời của nhà soạn nhạc phim nổi tiếng John Williams, cho bộ nhạc phim và bộ phim chính thức Chiến tranh giữa các Vì sao: Thần lực thức tỉnh
Trong giải Super Bowl 2016, Dudamel và Youth Orchestra Los Angeles (YOLA) hợp tác với Coldplay đã hát cùng với Chris Martin, Beyoncé và Bruno Mars.
Vào ngày 1 tháng 1 năm 2017, Dudamel đã chỉ huy Dàn nhạc Vienna Philharmonic trong buổi hòa nhạc Năm mới truyền thống của họ. Ở tuổi 35, ông là người trẻ tuổi nhất nhận vinh dự này.